# 남오세티야 축구 국가대표팀
남오세티야 축구 국가대표팀은 남오세티야를 대표하는 축구팀으로 이 팀은 FIFA 및 유럽 축구 연맹 회원국이 아니기 때문에 FIFA 및 유럽 축구 연맹이 주관하는 대회에는 참가하지 않고 독립 축구 협회 연맹이 주관하는 대회에만 참가할 수 있다.

## 국제 대회 경력
2014년 CONIFA 월드 풋볼컵을 통해 처음으로 국제 대회에 참가하여 이 대회에서 4위의 성적을 거두었고 CONIFA 유러피언 풋볼컵에는 2번 출전하여 2019년 대회에서 우승컵을 들어올렸다.